# Vickers-Armstrongs
La Vickers-Armstrongs Limited era un conglomerato britannico nato dalla fusione avvenuta nel 1927 tra la Vickers Limited e la Armstrong Whitworth. La società venne in gran parte nazionalizzata negli anni sessanta e settanta.

## Storia
Nel dicembre 1926 la non florida situazione della Armstrong Whitworth spinse le banche creditrici a caldeggiare una fusione delle attività relative agli armamenti e siderurgiche con quelle della Vickers, in modo da creare un'unica compagnia che potesse autosostenersi nella sfavorevole congiuntura che vedeva la progressiva riduzione di commesse militari.
Nel 1927 venne quindi fondata la Vickers-Armstrongs, Ltd con la Vickers che deteneva i due terzi della nuova compagnia e la Armstrong Whitworth costretta a cedere sue quote in cambio dell'estinzione del debito che aveva con le banche. Entrambe le aziende madri erano attive in vari settori nel campo degli armamenti con linee produttive similari che coprivano la progettazione e costruzione di navi, locomotive, automobili ed aerei. La Armstrong Whitworth era rinomata per la fabbrica di artiglieria con sede ad Elswick, nel distretto  di Newcastle upon Tyne, e per il cantiere navale a High Walker sul fiume Tyne.
Nel 1929 venne acquisito anche il ramo ferrovie dalla Cammell Laird per fondare la Metropolitan Cammell Carriage and Wagon (MCCW) a Birmingham.
All'inizio degli anni trenta la Società impiegava tra le 15000 e le 24000 persone, l'80 per cento delle quali era impegnata nella produzione di armamenti.
Nel 1960 il settore relativo alla progettazione e costruzione di velivoli venne separato e fuso con quelli della Bristol Aeroplane Company, dell'English Electric e dell'Hunting Aircraft per fondare la British Aircraft Corporation (BAC) le cui partecipazioni societarie erano possedute dalla Vickers, dall'English Electric e dalla Bristol rispettivamente al 40%, 40% e 20%. La BAC, in cambio, acquisì il 70% della Hunting. Le attività relative alla Supermarine Aviation Works vennero fermate nel 1963, mentre il marchio Vickers nelle costruzioni aeronautiche venne abbandonato dalla BAC nel 1965. Sotto le disposizioni dell'Aircraft and Shipbuilding Industries Act del 1977, la BAC venne nazionalizzata ed assorbita nella British Aerospace (in seguito BAE Systems).
Con quell'Atto venne anche disposta la nazionalizzazione del ramo relativo alla cantieristica navale della Vickers che fu fatta confluire nella British Shipbuilders. Questa divisione venne poi privatizzata come Vickers Shipbuilding and Engineering Ltd (VSEL) nel 1986, ed in seguito acquisita dal gruppo GEC come parte della Marconi Marine. Dal 1999 fa parte della BAE Systems Submarines.
La divisione container e macchinari per imballaggi della Vickers (inclusa la divisione che costruiva i macchinari per le prove di durezza) furono acquistati nel 1986 dalla Fords Industrial Products. Nel 1991 il settore dei macchinari per le prove di durezza venne acquistato dai suoi impiegati ed è oggi attivo a Kidderminster come UK Calibrations Limited.
Le attività siderurgiche vennero assorbite dalla British Steel mentre le rimanenti attività furono cedute alla public company Vickers plc. Il marchio Vickers cessò di esistere nel 2003 quando la Rolls-Royce la rinominò in Vinters plc.

## Attività

### Armamenti

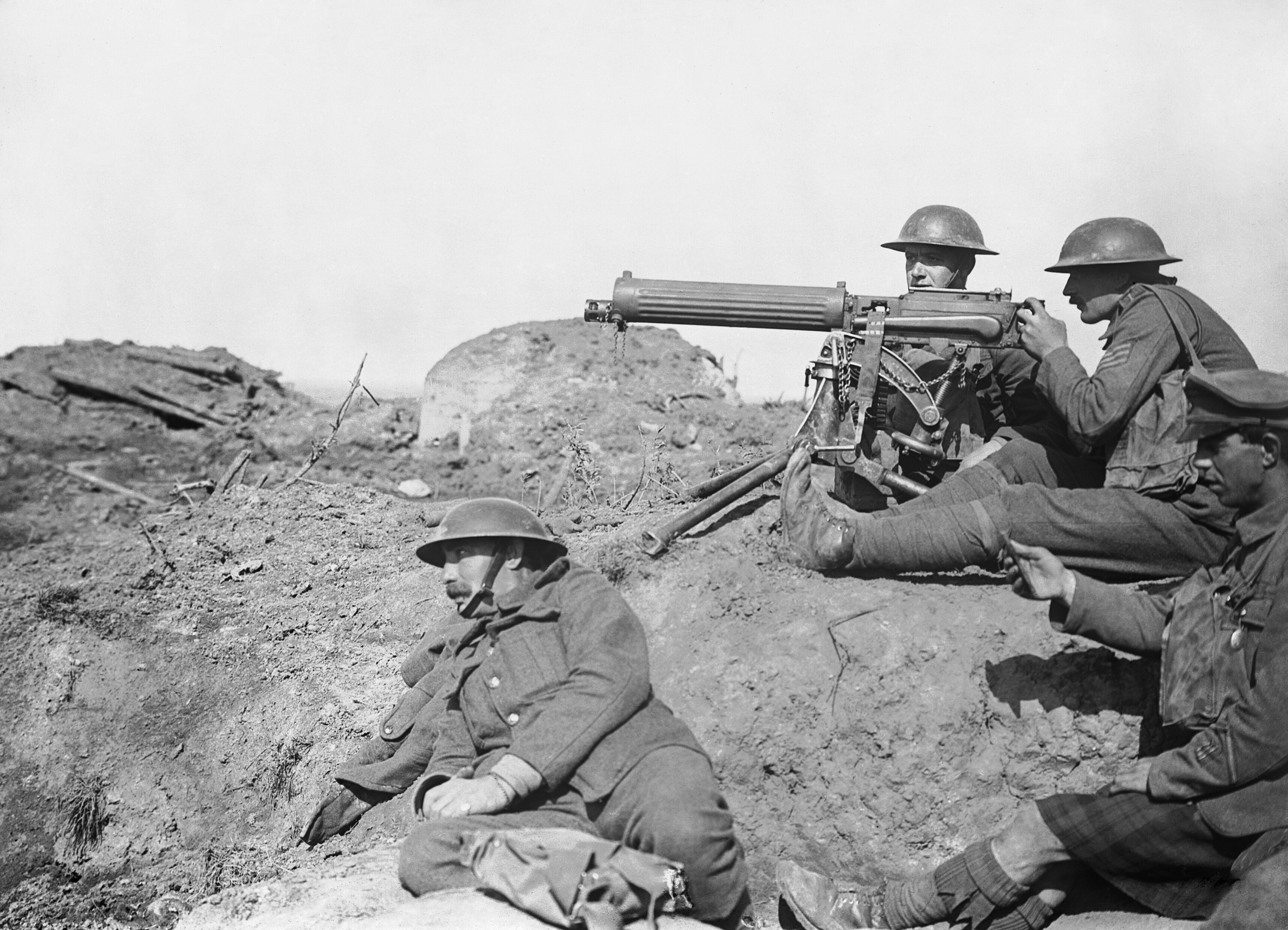
Una mitragliatrice Vickers in azione durante la prima guerra mondiale sul fronte occidentale.

La Vickers-Armstrongs ereditò la mitragliatrice Vickers del 1912 usata nella prima guerra mondiale dalla Vickers Limited. Furono prodotti altri modelli di mitragliatrice oltre a quello più famoso raffreddato ad acqua: la Vickers-Berthier (VB) ed il suo derivato Vickers K 7,7 mm installato a bordo degli aerei della RAF ed il cannone per aerei Vickers S da 40 mm.
La Vickers costruì anche armi di più grosso calibro come il cannone Ordnance QF 2 lb. Nel 1948 acquisì la divisione australiana della Charles Ruwolt Ltd che, durante la seconda guerra mondiale, fu la principale fornitrice di artiglieria da campo, prevalentemente mortai e obici, al Governo australiano.

### Costruzioni navali
Dopo la fusione del 1927, la compagnia entrò in possesso di grandi cantieri navali su entrambe le coste della Gran Bretagna, ad ovest con il cantiere della Vickers a Barrow-in-Furness in Cumbria e ad est con quello della Armstrong sul fiume Tyne. La Vickers-Armstrongs divenne uno dei maggiori costruttori di navi da guerra al mondo. Il settore della cantieristica venne prima rinominato nel 1955 come Vickers-Armstrongs Shipbuilders, e successivamente, nel 1968, Vickers Limited Shipbuilding Group. Il cantiere a Barrow fu nazionalizzato e assorbito dalla British Shipbuilders nel 1977, fu privatizzato nel 1986 con la VSEL ed è tuttora in attività con la BAE Systems Submarines. L'altro cantiere sul fiume Tyne, invece, passò alla Swan Hunter nel 1968, fu nazionalizzato nel 1977, privatizzato nel 1986 e successivamente chiuso alla fine degli anni ottanta.

### Veicoli militari

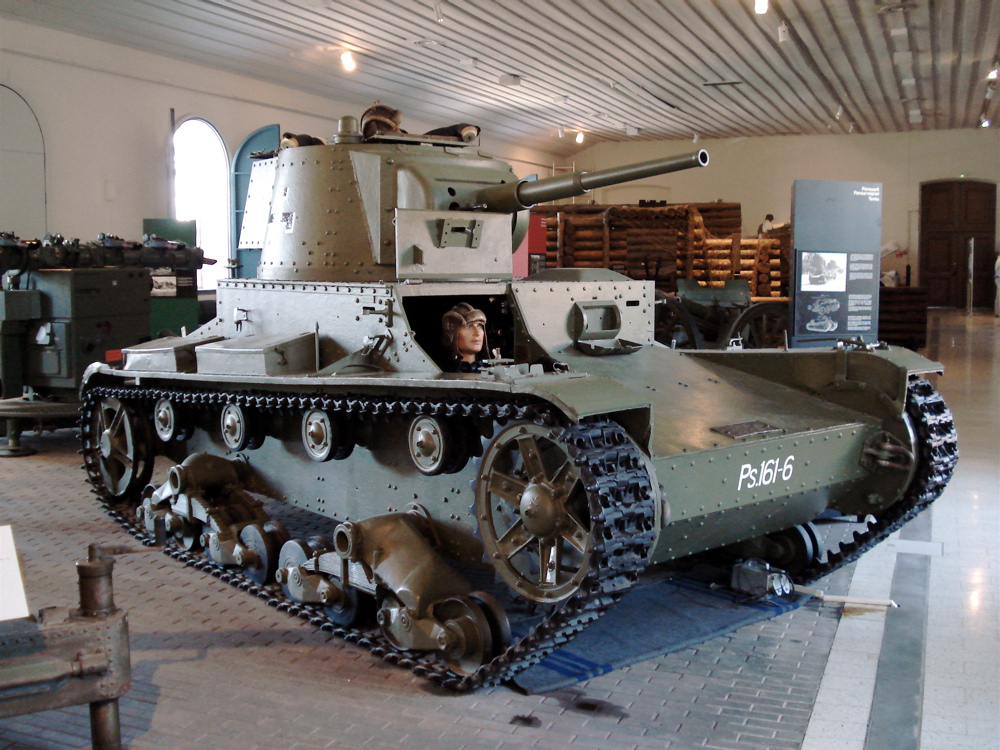
Un Vickers 6-Ton con torretta T-26 e cannoncino da 45 mm.

La compagnia fu famosa anche per la produzione di particolari carri armati leggeri (tankette) tra i quali spiccavano il diffuso Vickers 6-Ton, il prototipo Independent A1E1 (mai entrato in produzione) e il carro d'appoggio per la fanteria Valentine prodotto in migliaia di unità durante la seconda guerra mondiale. La divisione relativa alla costruzione di veicoli militari fu prima ceduta alla Vickers plc e poi passata alla Alvis Vickers, ora parte della BAE Systems Land and Armaments.

### Aviazione
La Vickers fondò il suo settore Aviazione nel 1911. Le attività aeronautiche dell'Armstrong Whitworth non furono assorbite durante la fusione, ma vennero successivamente cedute al gruppo Hawker Aircraft. Nel 1928 il settore Aviazione prese il nome di Vickers (Aviation) Ltd e, dopo aver acquisito la Supermarine Aviation Works, venne rinominato Supermarine Aviation Works (Vickers) Ltd. Nel 1938 le compagnie vennero riunite sotto il marchio Vickers-Armstrongs (Aircraft) Ltd, pur continuando a sviluppare i loro prodotti utilizzando i loro precedenti marchi, Supermarine e Vickers. Nel 1960 la divisione velivoli fu una delle compagnie che furono fuse insieme per formare la BAC. Il settore hovercraft della Vickers-Armstrong fu fuso con quello della Westland Aircraft formando, nel 1966, la British Hovercraft Corporation.

#### Velivoli militari

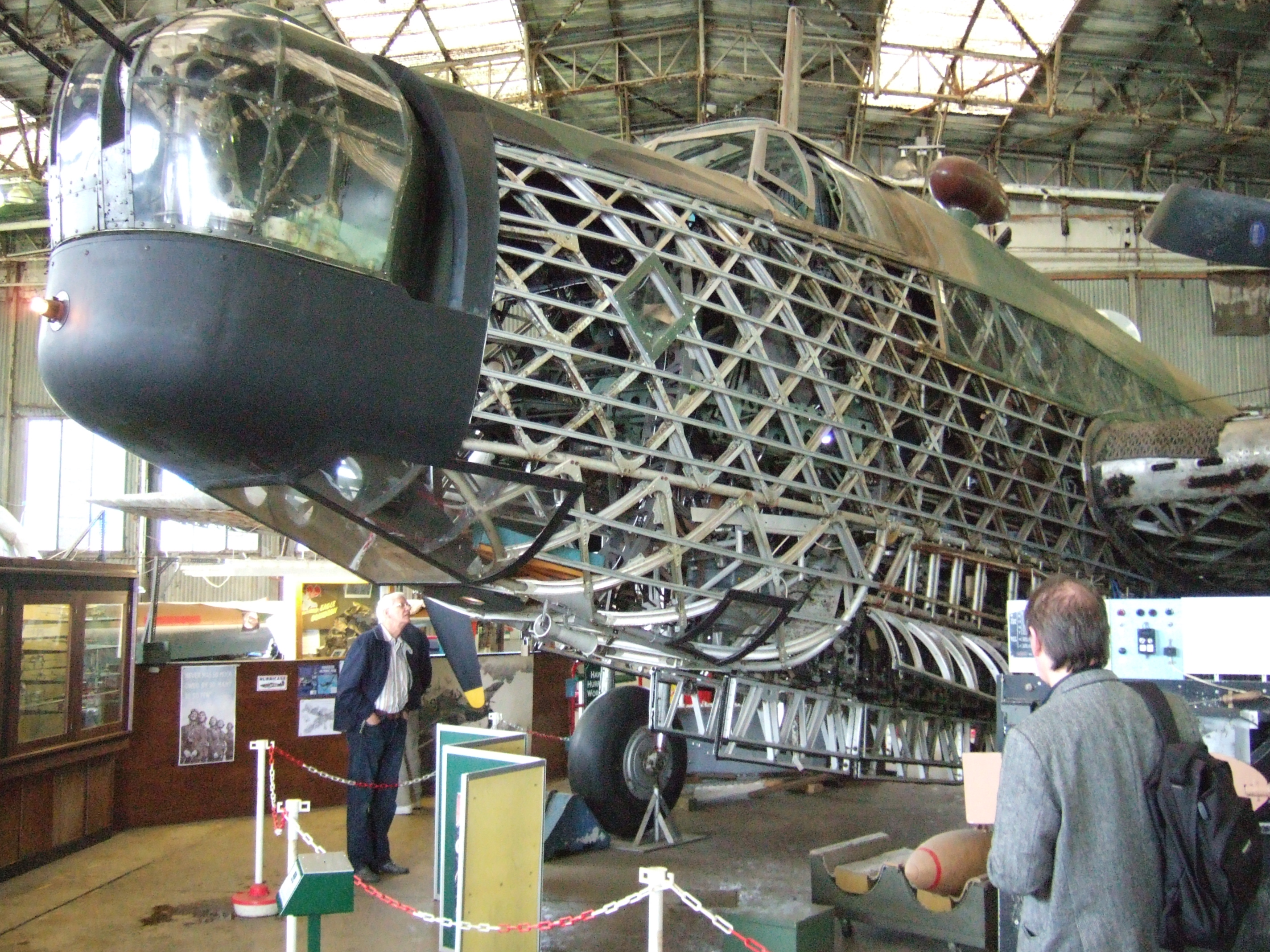
Esempio di fusoliera con struttura reticolare geodetica in un Vickers Wellington esposto al museo di Brooklands.

Nel periodo compreso tra le due guerre mondiali la compagnia sviluppò il Wellesley utilizzando una particolare tecnica costruttiva che prevedeva una disposizione "geodetica" degli elementi strutturali in grado di resistere a danni maggiori di quelli sopportabili da una struttura convenzionale di pari peso.
Anche il bombardiere Wellington, unità principale del RAF Bomber Command e del RAF Coastal Command durante la seconda guerra mondiale, ed il Valiant, bombardiere sviluppato durante il periodo della guerra fredda V bomber erano prodotti dalla Vickers.

#### Velivoli civili
La Vickers fu tra le prime case costruttrici a produrre aerei da trasporto civili, iniziando col convertire i bombardieri Vimy. Nel dopoguerra, la Vickers introdusse l'aereo di linea con motore a pistoni Vickers VC.1 Viking, i turboelica Viscount e Vanguard, e (come BAC) il VC10 con motori a reazione, che rimase in servizio con la RAF come aerocisterna per il rifornimento in volo.

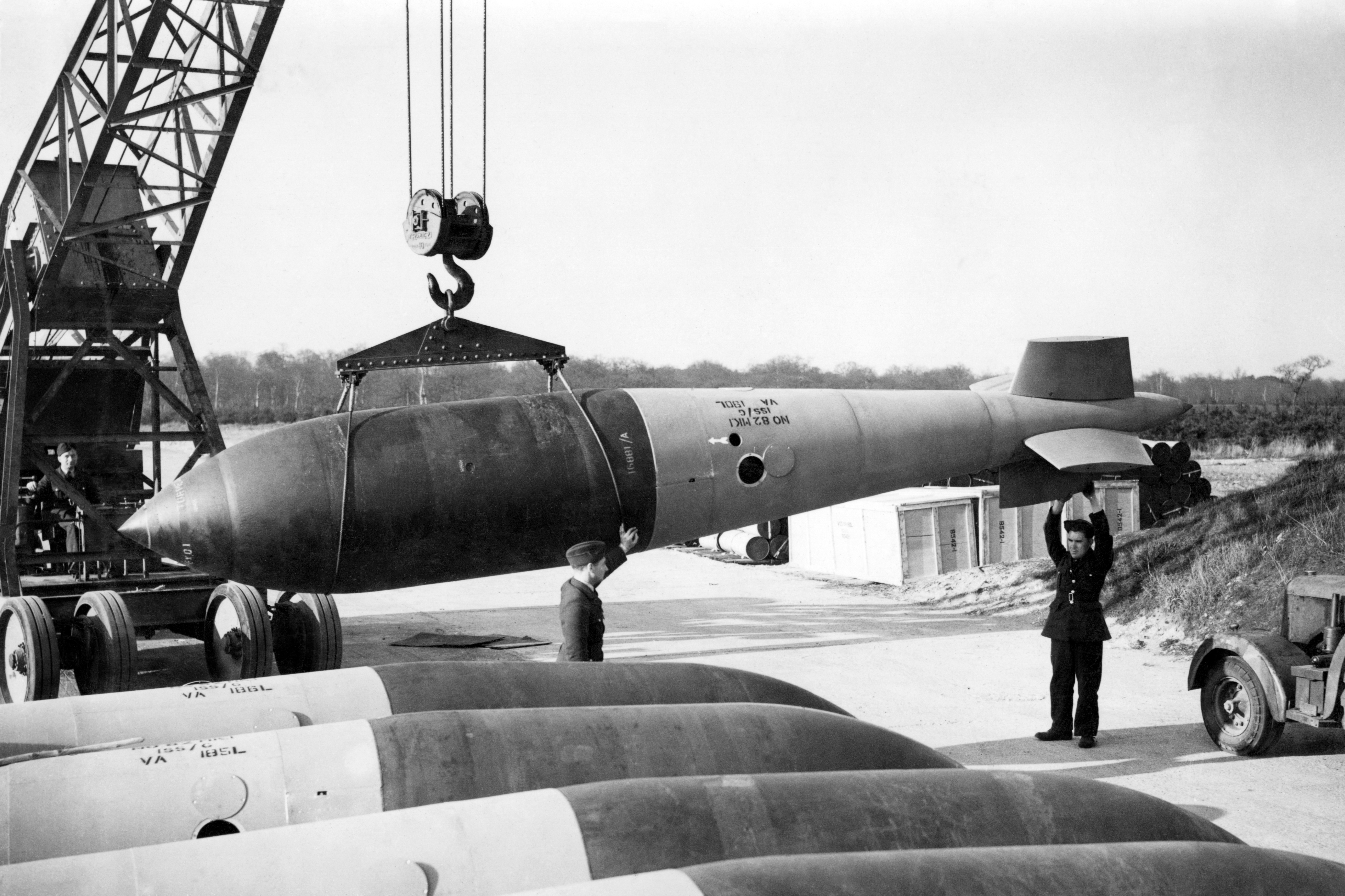
Una bomba Grand Slam da 22000 libbre.

#### Missili e bombe aeronautiche
L'ingegnere della Vickers Barnes Wallis oltre ad aver sviluppato la tecnica costruttiva geodetica per i gusci reticolari delle fusoliere degli aeromobili, sperimentò, nel 1942, un nuovo tipo di bombe sferiche (Upkeep) e cilindriche (Highball) che, rimbalzando sulla superficie dell'acqua, potevano evitare le reti anti siluri poste a protezione dei porti. Fu anche responsabile dello sviluppo della bomba terremoto (nelle versioni Tallboy e Grand Slam) in grado di distruggere i suoi bersagli provocando un'onda d'urto simile a quella di un terremoto.
La Vickers fu attiva nella produzione di missili terra-aria, anticarro, aria-aria, oltre ad aver studiato (tra il 1942 ed il 1948) il volo supersonico con il suo prototipo da ricerca a razzo Vickers Transonic Research Rocket.

### Motori marini
La Vickers-Armstrongs fu uno dei pochi costruttori britannici di motori Diesel per applicazioni marine, in particolare destinati durante la seconda guerra mondiale ai sottomarini della Royal Navy classe S e T e ai sottomarini della marina militare estone classe Kalev.